# Räng västra
Räng västra är en bebyggelse väster om  kyrkbyn Räng i Rängs socken i Vellinge kommun. Bebyggelsen har av SCB avgränsats till en småort sedan 1990.